# Vịt đầu nâu Madagascar
Vịt đầu nâu Madagascar, tên khoa học Aythya innotata, là một loài chim trong họ Vịt.
Được cho là đã tuyệt chủng vào cuối những năm 1990, mẫu vật của các loài đã được tái phát hiện tại hồ Matsaborimena ở Madagascar vào năm 2006. Tính đến mùa thu năm 2017, dân số khoảng 90 cá thể.
Vịt đầu nâu Madagascan chủ yếu ăn là côn trùng thủy sinh, không giống như những con vịt lặn khác trong cùng chi, Aythya. Vịt con bắt đầu lặn ngắn vào khoảng 14 ngày tuổi, trước đó chúng ăn trên bề mặt.